# 克里尼冰原島峰
83°14′S 51°43′W / 83.233°S 51.717°W
克里尼冰原島峰（英語：Creaney Nunataks）是南極洲的冰原島峰，位於伊利沙伯女皇地，屬於彭薩科拉山脈中福里斯特爾山脈的一部分，美國地質調查局根據測量和該國海軍的空中照片繪入地圖，現時由南極條約體系管理。